# María Angélica Barreda
María Angélica Barreda, född 1887, död 1963, var en argentinsk jurist. 
Hon blev 1910 landets första kvinnliga advokat. 